# Tim Sale
Tim Sale   (Ithaca, 1 de maig de 1956 - Seattle, 16 de juny de 2022) va ser un dibuixant de còmics nord-americà, induït pòstumament al Saló de la Fama del Premi Eisner. Tim Sale és conegut principalment per les seves col·laboracions amb Jeph Loeb i per ser consultor artístic de la sèrie de TV Herois.

## Biografia
Tim Sale va néixer al barri de Ithaca, New York, el 1956, el fill de Dorothy Young i Roger Sale, un crític literari. Va créixer a Seattle, Washington, on la família es va moure quan tania sis anys. Nascut daltònic no li va suposar cap impediment per complir els seus objectius professionals i va estudiar art a la Universitat de Washington durant dos anys, el seu següent pas va ser moure's a Nova York per treballar a l'escola de còmics del prestigiós John Buscema i a l'Escola d'Arts Visuals, aquesta graduació i l'experiència van ser suficients perquè decidís no voler seguir estudiant; decisió que va fer que a la tornada a Seattle hagués de treballar en molts treballs en els quals no se sentia còmode.
El seu primer treball professional al món del còmic el va aconseguir com a entintador a Myth Adventures per Warp Graphics (1984-85), treball pel qual fou contractat per dibuixar Thieve's World (1985), també va treballar al costat de Steve Seagle a The Amazon (1989). El que finalment li va obrir les portes fou un arc argumental a Grendel de Matt Pager a l'editorial Comico, treball amb el qual va aconseguir una major difusió i on els editors es van començar a fixar en ell. D'aquesta manera el 1991 va aparèixer la minisèrie Billi 99 per Dark Horse i fa diversos treballs en DC Comics com la maxiserie Challengers of the Unknown (1991), gràcies a la qual coneixeria en Jeph Loeb, un home que seria molt important en el seu futur professional.
Després d'aquesta trobada, a Sale li van encarregar diversos nombres sobre un dels superherois clau del còmic: Batman. Així es va encarregar de l'arc Blades (números 32 al 34) de la sèrie Legends of the Dark Knight acompanyat als guions per James Robinson, i posteriorment de tres històries de Halloween al costat de Loeb: Choices (1993), Ghosts (1994) i Madness (1995). En aquesta època també va fer altres treballs en altres editorials com Image Comics, substituint a la superestrella Jim Lee en els números 3-14 de la sèrie Deathblow (1995); i a Marvel en una minisèrie mutant titulada Wolverine/Gambit: Víctims (1994-95) juntament amb Jeph Loeb.
Amb Jeph Loeb i ell acreditats com a 'storytellers' (narradors), van produir treballs populars com les històries ambientades en el primer any de Batman Batman: Legends of the Dark Knight Halloween Specials, Batman: The Long Halloween, Batman: Dark Victory, així com Superman for All Seasons i Catwoman: When in Rome. A Marvel Comics, l'equip va produir els anomenats llibres "color" com Daredevil: Yellow, Spider-Man: Blue, i Hulk: Gray. Una sèrie limitada Captain America: White es va anunciar el 2008 però només es va publicar un número 0. El projecte, molt temps retardat, finalment es va imprimir el setembre de 2015.
Amb Darwyn Cooke, Sale va llençar la sèrie Superman Confidential el 2007.

## Curiositats
- Sale va treballar en obres d'art per al programa de televisió Herois, on el seu col·laborador freqüent Jeph Loeb va ser escriptor i productor. Les obres d'art de Sale van aparèixer a la mostra com l'obra de l'artista precognitiu Isaac Méndez i d'altres artistes de la mostra. Eric Powell va ser contractat com a colorista per al treball de Sale. Sale també va crear el tipus de lletra utilitzat als títols i crèdits del programa, que es va basar en la seva lletra.[15]
- Tim Sale tenia dos gossos, Hotspur i Shelby, i era daltònic, i un aficionat al futbol de tota la vida.[4][16]

## Alguns treballs
- Grendel (amb Matt Wagner)
- Deathblow (amb Jim Lee i Brandon Choi)
- Superman For All Seasons (amb Jeph Loeb)
- Batman: The Long Halloween (amb Jeph Loeb)
- Batman: Dark Victory (amb Jeph Loeb)
- Catwoman: When in Rome (amb Jeph Loeb)
- Batman: Haunted Knight (amb Jeph Loeb)
- Solo (amb Jeph Loeb, Brian Azzarello, Darwyn Cooke, i Diana Schutz)
- Daredevil: Yellow (amb Jeph Loeb)
- Spider-Man: Blue (amb Jeph Loeb)
- Hulk: Gray (amb Jeph Loeb)
- Superman: Kryptonite (amb Darwyn Cooke)
- Challengers of the Unknown Vol. 2 (amb Jeph Loeb)

## Premis
- 2001 Premi Haxtur a la "Millor Historieta Curta" per "Superman. Les 4 estacions" juntament amb Jeph Loeb Saló Internacional del Còmic del Principat d'Astúries-Gijón
- 2006 Premi Haxtur a la "Millor Historieta Curta" per "Amor de joventut/Tim Salet.Solament" juntament amb Diana Schutz Saló Internacional del Còmic del Principat d'Astúries-Gijón a més d'altres dues Nominacions als Premis Haxtur entre els anys 2001 i 2006
- 2023 induït al Saló de la Fama del Premi Eisner.[17]